# Industrie des haches de Langdale

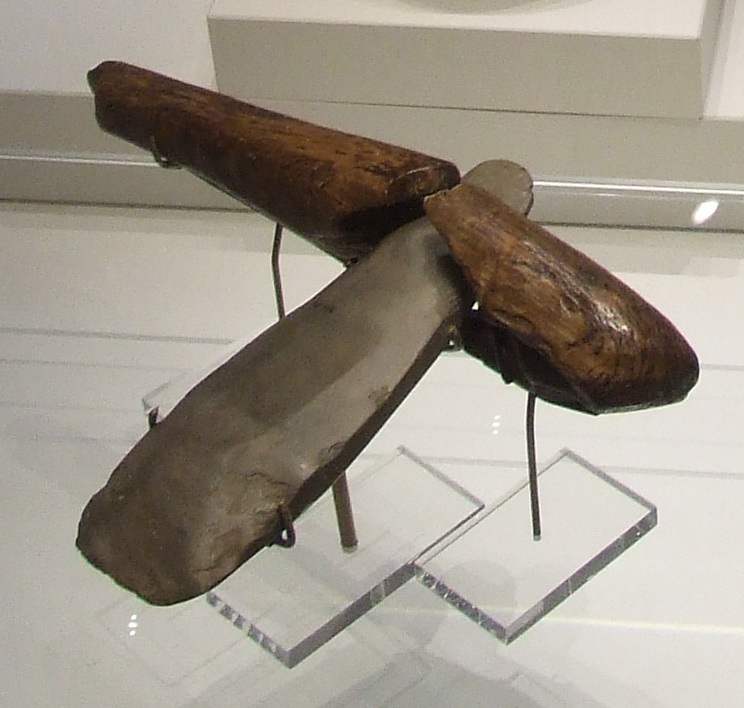
Une hache en pierre néolithique avec un manche en bois. Trouvée à Ehenside Tarn, aujourd'hui conservée au British Museum.

L'industrie des haches de Langdale est une industrie lithique spécialisée, datant du Néolithique et découverte à Great Langdale (en), en Angleterre, dans le Lake District.

## Contexte
La région de Great Lagdale possède des affleurements de roche verte dense, convenant à la fabrication de haches polies dont des exemplaires ont été trouvés à travers toute la Grande-Bretagne. Cette roche est un épidote extrait ou simplement collecté des éboulis de la vallée de Langdale sur Harrison Stickle (en) et Pike of Stickle (en).
L'industrie de Langdale est l'une des nombreuses industries lithiques ayant extrait des pierres dures pour fabriquer des haches polies. La période néolithique est une époque de peuplement du territoire et de développement de l'agriculture à grande échelle. Les haches sont alors un outil de base. Le silex est probablement la roche la plus largement utilisée, car de nombreuses mines existent dans les Downlands (en) comme Grimes Graves (en), Cissbury (en) ou Spiennes. Les sous-produits du façonnage permettent de réaliser de petits couteaux, des pointes de flèches et d'autre petits outils. D'autres pierres sont également utilisées, comme celles de Penmaenmawr en Galles du Nord, et des zones d'exploitation similaires à celles de Langdale y ont été découvertes. Parmi les autres lieux de production de haches dans la région, il est possible de citer Tievebulliagh (en) dans le comté d'Antrim, des sites en Cornouailles, Écosse et ailleurs.
La variété des roches utilisées dans les outils polis est évidente dans les collections des musées, mais toutes leurs origines n'ont pas été identifiées avec certitude.

## Analyse pétrographique
Il est possible d'identifier la roche de Langdale en prélevant des sections sur les outils (un procédé destructif qui limite son utilisation) et en les examinant par microscopie. L'analyse pétrographique met en évidence un motif caractéristique des minéraux de la roche. Il est possible de reconstruire les méthodes de production et les routes commerciales des fabricants de haches. L'industrie de Langdale produit des haches grossièrement taillée et de simples blocs, mais également des produits finaux fortement polis, et tous ces objets sont échangés à travers la Grande-Bretagne et l'Irlande.
Les fabricants de haches construisent également parmi les premiers cromlechs du Néolithique, comme celui de Castlerigg.